# 泉谷駿介
泉谷駿介（2000年1月26日—）是日本男子田徑運動員，曾在亞洲青年田徑錦標賽男子三級跳遠拿下銅牌。2019年，他在夏季世界大學生運動會上獲得男子110米跨欄項目的銅牌。

## 外部連結
- 泉谷駿介在的頁面